# 멜빈 퍼비스
멜빈 퍼비스(Melvin Purvis, 1903년 10월 24일 ~ 1960년 2월 29일)는 미국의 사법당국자이자 연방수사국 요원 및 대리인이다.
신체가 163cm로 구성되어 있어, 이른바 "리틀 멜"이라는 별칭이 붙은 퍼비스는 베이비페이스 넬슨, 존 딜린저, 찰스 아서 플로이드 등 수많은 은행강도들을 체포하거나 살해한 인물들을 인솔한 것으로 알려져 왔지만 현지 사법 당국이 그의 높은 인지도를 반발했다. 또한 퍼비스는 자신이 찰스 아서 플로이드를 한 손으로 죽였다고 주장하였고, 다른 사람들은 플로이드가 이미 부상을 입었다고 주장했으며, 심지어 퍼비스가 플로이드의 정보 제공이 거부당했다는 이유로 즉사 명령을 내린 것으로 결론지었다.

## 어린 시절
퍼비스는 사우스캐롤라이나주 티몬스빌에서 담배 농부이자 사업가인 멜빈 호레이스 퍼비스(1869~1938)와 제니 엘리자베스(Janie Elizabeth, 1874~1927) 사이에서 태어났다.

## 죽음
1960년 2월 29일, 멜빈 퍼비스는 머리에 총상을 입고 사망했을 때 사우스캐롤라이나주 플로렌스에 소재하고 있는 한 자택에 있었던 것으로 보인다. 그가 FBI에서 물러났을 때 동료 요원들이 그에게 준 권총에서 총성이 발사되었던 흔적이 있었으며, 공식 검시관의 보고서에 의하면 사망하는 원인이 따로 표시되어 있지 않았지만, FBI는 그의 죽음을 조사한 결과 자살로 결론지었던 것으로 확인되었다. 이후 조사 결과에 따르면 퍼비스는 추적자 총알을 추출하려다가 실수로 예광탄에 의해 자살했던 것으로 포착되어 있다. 그리고 사망 당시 나이는 56세이다.